# Slovak Juniors 2006
Das Slovak Juniors 2006 als bedeutendstes internationales Nachwuchsturnier der Slowakei im Badminton fand vom 22. bis zum 24. September 2006 in Nitra statt.

## Sieger und Platzierte der Junioren U19
| Disziplin    | Gold                              | Silber                          | Bronze                               |
| ------------ | --------------------------------- | ------------------------------- | ------------------------------------ |
| Herreneinzel | Dmytro Zavadsky                   | Iztok Utroša                    | Matevž Bajuk                         |
| Herreneinzel | Dmytro Zavadsky                   | Iztok Utroša                    | Maxime Renault                       |
| Dameneinzel  | Mariya Martynenko                 | Olga Chkheidze                  | Olena Mashchenko                     |
| Dameneinzel  | Mariya Martynenko                 | Olga Chkheidze                  | Linda Sloan                          |
| Herrendoppel | Georgiy Natarov Dmytro Zavadsky   | Elias Bourahla Sylvain Grosjean | Stephen McPhail Kenneth Young        |
| Herrendoppel | Georgiy Natarov Dmytro Zavadsky   | Elias Bourahla Sylvain Grosjean | David Obernosterer Lukas Weissenbäck |
| Damendoppel  | Jillie Cooper Linda Sloan         | Sandrine Callon Émilie Lefel    | Iva Majstrović Staša Poznanović      |
| Damendoppel  | Jillie Cooper Linda Sloan         | Sandrine Callon Émilie Lefel    | Dominika Koukalová Šárka Křížková    |
| Mixed        | Dmytro Zavadsky Mariya Martynenko | Sylvain Grosjean Émilie Lefel   | Zvonimir Đurkinjak Staša Poznanović  |
| Mixed        | Dmytro Zavadsky Mariya Martynenko | Sylvain Grosjean Émilie Lefel   | Jakub Bitman Steffi Annys            |